# ننگ‌شدن
ننگ‌شدن (انگلیسی: Attainder) یا انحراف خون در حقوق کیفری انگلستان استعاره‌ای بود برای اشاره به فردی که به جرمی سنگین (مثل جنایت یا خیانت) محکوم می‌شد. این موضوع نه تنها باعث از دست دادن جان فرد محکوم، بلکه باعث از دست رفتن اموال و میراث وی نیز می‌گردید که قابل انتقال به ورثه نیز نبود.